# Ярослав Мисік
Ярослав Мисік (чеськ. Jaroslav Mysík, 1889 — 21 травня 1928) — чеський футболіст, що грав на позиції нападника, рідше — півзахисника. Відомий виступами в складі клубів «Вікторія» (Жижков) і «Спарта» (Прага).

## Футбольна кар'єра
Перші згадки про появу юного гравця в складі «Вікторії» датуються 1905 роком. В 1906—1907 роках він є основним нападником команди, виступає в матчах кубка милосердя. В 1907 році у «Вікторії» виник конфлікт з Чеською футбольною федерацією. Клуб помилково призначив гру на той самий день, коли мав відбутись матч, назначений федерацією. В підсумку команду відсторонили. З цієї причини ряд футболістів «Вікторії» розійшлись в інші команди. Мисік разом з Карелом Шубртом перейшли до команди «Спарта» (Прага). В новому клубі Ярослава використовували на позиції центрального півзахисника. Відомою є його участь у матчі проти найсильнішої команди Чехії того часу «Славії». 13 жовтня «Спарта» здобувала сенсаційну нічию 2:2, хоча з четвертої хвилини грала в меншості. Героями матчу стали нападник Карел Градецький, що забив два голи, і Ярослав Мисік, якому вдалося виключити з гри найбільшу зірку суперника — Яна Кошека.
В наступні роки Мисік знову грає за «Вікторію». В 1908 році він бере участь у двох перемогах «Вікторії» над «Спартою» — 5:0 і 3:0. Ключовий вклад в ці здобутки зробила трійка форвардів Мисік-Бребурда-Шубрт. 29 вересня 1909 року відбувся матч відкриття нового стадіону «Вікторії». Заради такої нагоди клуб запросив «Славію». «Вікторія» безнадійно поступилась з рахунком 0:4, а Мисік єдиний, хто мав шанс забити гол, але змарнував його. Тим не менше, команді вдалося отримати перший хороший прибуток від матчу.
В 1911 році Мисік з трьома іншими гравцями «Вікторії» (Кніже, Гушеком і Туреком) перейшов у «Спарту». Взяв участь в історичній першій перемозі клубу над «Славією» — 3:1. Склад «Спарти» в цьому матчі, що відбувся 1 жовтня 1911 року: Матеш — Г.Пілат, Кніже — Фівебр, Мисік, Гушек — Ваня, Бєлка, В.Пілат, Ванік, В.Шпіндлер.
В «Спарті» Ярослав знову не затримався і повернувся у «Вікторію». В 1912 році клуб вийшов у фінал найпрестижнішого кубкового змагання в країні того часу — кубка милосердя. Клуб із Жижкова поступився «Славії» з рахунком 3:4. В тому ж 1912 році Мисік виступав у складі збірних Богемії і Праги. Взяв участь в матчах проти англійського любительського клубу «Корінтіанс» (4:2), аматорів Лондона (0:4) і «Селтика» з Белфаста (1:3).
1913 рік став дуже успішним для «Вікторії». Клуб зіграв 52 матчі (40 виграшів, 3 нічиї, 9 поразок) і продемонстрував різницю м'ячів 241:46, 75 голів забив новачок клубу Копейтко-Прокоп і 73 Мисік. В березні 1913 року «Вікторія» перемогла на своєму полі лондонську команду «Цивіл Сервіс» з рахунком 4:1, а один з голів забив Мисік. В листопаді клуб вперше виграв кубок милосердя, обігравши у фіналі «Славію» з рахунком 2:0. Голи забили Ярослав Копейтко-Прокоп і Ярослав Мисік. В наступному році «Вікторія» повторила свій успіх. У фіналі знову перемогла «Славію» з рахунком 1:0 завдяки голу Копейтко-Прокопа. В 1914 році шість гравців «Вікторії», серед яких і Мисік, були запрошені в збірну Богемії (Чехії) для матчів проти збірної Німецького союзу Чехії. Обидва поєдинки Богемія виграла — 3:0 в Празі і 2:0 в Тепліце
З початком Першої світової війни Мисік потрапив на фронт. Три роки провів у російському полоні. Повернувся додому навесні 1918 року і продовжив виступи в складі «Вікторії». Влітку 1919 року був капітаном військової збірної Чехословаччини на турнірі в Римі, де команда програла Бельгії (2:3) і перемогла Італію (1:0). Був у заявці збірної на Міжсоюзницьких іграх, футбольний турнір якого виграла збірна Чехословаччини, але на поле не виходив.
В 1919—1921 роках «Вікторія» три роки поспіль виходила до фіналу Середньочеського кубка, щоразу граючи проти «Спарти». Перші дві спроби завершились поразками 0:2 і 1:5 відповідно, а розіграш 1921 року команда виграла з рахунком 3:0. На початку 20-х років Мисік перейшов у лінію півзахисту, з кожним роком все рідше потрапляв у основний склад, хоча епізодично виступав до 1926 року. 
Помер в 1928 році в молодому віці від важкої хвороби.

## Титули і досягнення
- Володар Кубка милосердя:

«Вікторія»: 1913, 1914
- Фіналіст Кубка милосердя:

«Вікторія»: 1912
- Володар кубка Середньої Чехії:

«Вікторія»: 1921
- Фіналіст кубка Середньої Чехії:

«Вікторія»: 1919, 1920